# Montellà i Martinet
Pour les articles homonymes, voir Montella (homonymie).
Montellà i Martinet est une commune d'Espagne de la communauté autonome de Catalogne, province de Lérida, de la comarque de Basse-Cerdagne.

## Géographie
Commune située dans les Pyrénées en Cerdagne